# Compagnon d'Emmaüs
Pour les articles homonymes, voir Emmaüs.
Pour des articles plus généraux, voir Mouvement Emmaüs, Emmaüs International, Emmaüs France et Communauté Emmaüs.

Logo d'Emmaüs International.

Logo d'Emmaüs France.

Un compagnon d'Emmaüs (ou une compagne d’Emmaüs) est une personne accueillie dans une communauté Emmaüs, dont la première a été créée par l'abbé Pierre en 1949 à Neuilly-Plaisance. Les communautés Emmaüs sont une des composantes du mouvement Emmaüs et sont regroupées par Emmaüs International et en France par Emmaüs France.
Le mouvement Emmaüs est présent dans 36 pays du monde, et les communautés Emmaüs y accueillent plus de 5 000 compagnons.

## Histoire
Le premier compagnon d'Emmaüs est Georges Legay. Désespéré et au bord du suicide, il rencontre l'abbé Pierre qui le convainc de renoncer à mettre fin à ses jours en lui tenant le discours suivant : « Je ne peux rien te donner, je n'ai rien. Mais toi qui as tout perdu, tu peux m'aider à aider les autres. » Cette rencontre entre l'abbé Pierre et Georges marque l'acte fondateur du mouvement Emmaüs.

## Statut des compagnons d'Emmaüs en France
Les compagnons d'Emmaüs, accueillis dans les communautés Emmaüs, bénéficient du statut spécifique de personnes accueillies dans des organismes d'accueil communautaire et d'activités solidaires, créé par la loi du 1er décembre 2008 généralisant le revenu de solidarité active, sous l'influence de Martin Hirsch, alors Haut-commissaire aux solidarités actives.
Ce statut leur apporte des garanties en matière de qualité de l'accueil en communautés, celles-ci devant leur fournir un habitat décent, un accompagnement social individuel et un soutien financier qui prend la forme, dans les communautés, d'une allocation communautaire. Ces droits leur sont acquis à partir du moment où ils respectent les règles de vie communautaire, qui prévoient notamment la participation à un travail destiné à leur insertion sociale.
Ce statut marque également une distinction nette avec le statut de salarié. En effet, alors que le lien de subordination est un critère déterminant de la relation salariale, le statut des compagnons est « exclusif de tout lien de subordination ».
Cependant, le statut des compagnons n'est pour le moment pas reconnu ni pris en compte dans les dispositions juridiques créant des droits pour des catégories de personnes identifiées par leur statut. Il en est ainsi pour les droits relatifs à la formation et à l'insertion professionnelles, ouverts aux salariés, aux demandeurs d'emploi, voire aux bénévoles, mais qui échappent en grande partie aux compagnons d'Emmaüs.

## Règles de vie
Les compagnons d’Emmaüs doivent respecter certaines règles de vie au sein de leur communauté. Il leur est par exemple interdit de consommer de l’alcool ou d’autres drogues. Par ailleurs et alors même qu’ils y ont droit légalement, il leur est demandé de renoncer à d’autres revenus, comme le RSA.